# Feel the Sound of Harvey Mandel
Feel the Sound of Harvey Mandel je sedmé sólové studiové album amerického kytaristy Harveyho Mandela. Vydalo jej v roce 1974 hudební vydavatelství Janus Records a spolu s Mandelem byl jeho producentem Skip Taylor. Na původní gramofonové desce se nachází celkem osm písní (první čtyři na první straně, zbylé na druhé). Jde o jeho poslední studiové album až do roku 1993, kdy vydal nahrávku Twist City.

## Seznam skladeb
| Pořadí | Název                  | Autor                                   | Délka |
| ------ | ---------------------- | --------------------------------------- | ----- |
| 1.     | Got to Be Bad          | Coleman Head, Rose Mandel, Victor Conte | 3:57  |
| 2.     | Sore Throat            | Harvey Mandel                           | 2:32  |
| 3.     | Just Wanna Be There    | Mark Skyer, Norman Wagner, R. Mandel    | 4:34  |
| 4.     | Candles by the Bedside | Skyer, Wagner, R. Mandel                | 4:27  |
| 5.     | Feel the Sound         | Skyer, Wagner, R. Mandel                | 6:24  |
| 6.     | I Got Your Slot        | Head, R. Mandel, Conte                  | 2:53  |
| 7.     | Rankachank Blues       | H. Mandel                               | 2:54  |
| 8.     | Forever and Forever    | R. Mandel                               | 2:41  |

## Obsazení
- Harvey Mandel – sólová kytara
- Mark Skyer – rytmická kytara, zpěv („Just Wanna Be There“, „Candles by the Bedside“, „Feel the Sound“ a „Rankachank Blues“)
- Coleman Head – rytmická kytara („Got to Be Bad“, „Sore Throat“, „I Got Your Slot“ a „Forever and Forever“)
- Richard Martin – zpěv („Got to Be Bad“)
- Ray Lester – baskytara („Just Wanna Be There“, „Candles by the Bedside“, „Feel the Sound“ a „Rankachank Blues“)
- Victor Conte – baskytara („Got to Be Bad“, „Sore Throat“, „I Got Your Slot“ a „Forever and Forever“)
- Danny Keller – bicí („Just Wanna Be There“, „Candles by the Bedside“, „Feel the Sound“ a „Rankachank Blues“)
- Paul Lagos – bicí („Got to Be Bad“, „Sore Throat“, „I Got Your Slot“ a „Forever and Forever“)